# Sarah Hyland
Sarah Jane Hyland (New York, 24 novembre 1990) è un'attrice statunitense, nota per il ruolo di Haley Dunphy nella serie televisiva Modern Family.

## Biografia
Sarah Hyland è nata a Manhattan, luogo dei suoi conseguenti studi. Figlia dell'attore Edward James Hyland e di Melissa Canaday, ha un fratello di quattro anni più giovane, Ian, anche lui attore.
Ha iniziato a recitare all'età di cinque anni, partecipando al film Private Parts nel ruolo della figlia di Howard Stern. Successivamente si occupa di recitazione e canto presso Broadway lavorando per il musical Grey Gardens. Si fece notare divenendo famosa nel 2008, quando entró a far parte del cast della serie televisiva Lipstick Jungle, nel ruolo di Maddie Healy, che svolse fino all'anno successivo per una durata complessiva di 15 episodi.
Successivamente, sempre nel 2009, entró a far parte del cast della fortunata sitcom Modern Family, nei panni della ribelle e popolare quanto ingenua Haley Dunphy, suo finora maggiore incarico che le ha conferito una certa notorietà a livello globale. Assieme al resto del cast principale della serie, trionfò per quattro anni consecutivi agli Screen Actors Guild Awards e personalmente ottenne una candidatura ai Critics' Choice Television Awards nel 2013.
Nonostante si focalizzi principalmente in campo televisivo, l'attrice è apparsa in diversi film: da protagonista in Regista di classe e Struck by Lightning e da personaggio minore in Scary Movie V e Vampire Academy.
Nel luglio 2015 viene reso noto che la Hyland è stata ingaggiata per un ruolo da protagonista in una pellicola prodotta da Netflix, XOXO. Diretta per la prima volta da Christopher Louie, recita accanto ad attori come Graham Phillips e Hayley Kiyoko. Il film viene distribuito in tutto il mondo dal 26 agosto 2016 e riceve un tiepido responso da parte della critica.
Nel 2017 prende parte alla serie televisiva Shadowhunters e al film Dirty Dancing, remake dell'omonima pellicola del 1987.

### Vita privata
Nel 1999, all'età di 9 anni, le fu diagnosticata una displasia renale, motivo per cui, nel 2012, ricevette la donazione di un rene da parte del padre. In seguito si è verificato un rigetto del rene trapiantato, e ciò l'ha costretta alla dialisi, fin quando non fu riscontrata una compatibilità con il fratello, che divenne quindi il secondo donatore di rene, permettendo un nuovo trapianto.
Nel giugno 2009 iniziò una relazione con l'attore Matt Prokop; la loro relazione terminò nel 2014 in seguito a un tentativo di omicidio dopo ripetute minacce nei confronti della Hyland, la quale ottenne l'ordine restrittivo provvisorio.

## Filmografia

### Cinema
- Private Parts, regia di Betty Thomas (1997)
- L'oggetto del mio desiderio (The Object of My Affection), regia di Nicholas Hytner (1998)
- Spanglish - Quando in famiglia sono in troppi a parlare (Spanglish), regia di James L. Brooks (2004)
- Conception, regia di Josh Stolberg (2011)
- Struck by Lightning, regia di Brian Dannelly (2012)
- Scary Movie V, regia di Malcolm D. Lee (2013)
- Vampire Academy, regia di Mark Waters (2014)
- Satanic, regia di Jeffrey G. Hunt (2016)
- XOXO, regia di Christopher Louie (2016)
- The Wedding Year, regia di Robert Luketic (2019)

### Televisione
- Annie - Cercasi genitori (Annie), regia di Rob Marshall - film TV (1999)
- Law & Order - Unità vittime speciali (Law & Order: Special Victims Unit) – serie TV, episodi 3x01-10x12 (2001-2009)
- Law & Order - I due volti della giustizia (Law & Order) – serie TV, episodio 15x02 (2004)
- Law & Order - Il verdetto (Law & Order: Trial by Jury) – serie TV, episodio 1x03 (2005)
- Una vita da vivere (One Life to Live) – serie TV, 7 episodi (2007)
- Lipstick Jungle – serie TV, 15 episodi (2008-2009)
- Modern Family – serie TV, 183 episodi (2009-2020)
- Regista di classe (Geek Charming), regia di Jeffrey Hornaday – film TV (2011)
- Bonnie & Clyde – miniserie TV, 2 episodi (2013)
- Hot in Cleveland – serie TV, episodio 5x06 (2014)
- The Lion Guard – serie TV, 6 episodi (2015-2017) - voce
- Dirty Dancing, regia di Wayne Blair – film TV (2017)
- Shadowhunters – serie TV, 2 episodi (2017)
- Veronica Mars – serie TV, 1 episodio (2019)
- Pitch Perfect: Bumper in Berlin – serie TV (2022)

## Doppiatrici italiane
Nelle versioni in italiano dei suoi film, Sarah Hyland è stata doppiata da:
- Veronica Puccio in Modern Family, XOXO, Dirty Dancing
- Giulia Tarquini in Regista di classe
- Eleonora Reti in Bonnie & Clyde
- Valentina Favazza in Scary Movie V
- Joy Saltarelli in Satanic
- Margherita De Risi in Shadowhunters